# Кортемаджоре
Кортемагджоре (итал. Cortemaggiore) —  коммуна в Италии, располагается в регионе Эмилия-Романья, подчиняется административному центру Пьяченца.
Население составляет 4186 человек, плотность населения составляет 116 чел./км². Занимает площадь 36 км². Почтовый индекс — 29016. Телефонный код — 0523.
Покровителем населённого пункта считается святой Лаврентий. Праздник ежегодно празднуется 10 августа.

## Уроженцы
- Респиги, Лоренцо (1824—1889) — итальянский астроном.